# Copa de Rusia 2011-12
La Copa de Rusia 2011-12 es la vigésima edición del torneo tras la disolución de la Unión Soviética. La competición comenzó el 20 de abril de 2011 y finalizará con la final que se disputará en mayo de 2012. El campeón de copa se asegura una plaza en la primera ronda de la eliminatoria de la UEFA Europa League 2012-13. El vigente campeón es el PFC CSKA Moscú.

## Primera ronda
En esta ronda se incluyen seis clubes de la Segunda División de Rusia. Los partidos se disputaron el 22 y 30 de abril de 2011.
| Local                             | Resultado         | Visitante                            |
| --------------------------------- | ----------------- | ------------------------------------ |
| Olimpia Gelendzhik (III)          | 2–2 (aet, p. 2–1) | Slavyansky Slavyansk-na-Kubani (III) |
| Biolog-Novokubansk Progress (III) | 5–1               | FC Taganrog (III)                    |

| Local                           | Resultado | Visitante              |
| ------------------------------- | --------- | ---------------------- |
| Amur-2010 Blagoveshchensk (III) | 4–2 (aet) | Yakutiya Yakutsk (III) |

## Segunda ronda
En este ronda entraron los tres ganadores de la primera ronda y 48 clubes más de la Segunda División de Rusia y tres clubes amateurs. Los partidos se disputaron del 22 de abril al 11 de mayo de 2011.
| Local                                    | Resultado | Visitante                   |
| ---------------------------------------- | --------- | --------------------------- |
| Spartak Kostroma (III)                   | 2–1       | Dynamo Kostroma (III)       |
| Tekstilshchik Ivanovo (III)              | 4–1       | Kooperator Vichuga (IV)     |
| Znamya Truda Orekhovo-Zuyevo (III)       | 0–1       | Saturn-2 Moscú Oblast (III) |
| Dnepr Smolensk (III)                     | 2–0       | Stolitsa Moscú (IV)         |
| Sever Murmansk (III)                     | 3–0       | Karelia Petrozavodsk (III)  |
| Volochanin-Ratmir Vyshny Volochyok (III) | 0–2       | Volga Tver (III)            |

| Local                           | Resultado         | Visitante                   |
| ------------------------------- | ----------------- | --------------------------- |
| Lokomotiv Liski (III)           | 1–0               | Spartak Tambov (III)        |
| Podolye Podolsky district (III) | 0–0 (aet, p. 3–5) | FC Kaluga (III)             |
| Rusichi Oryol (III)             | 4–2 (aet)         | FC Khimik Novomoskovsk (IV) |

| Local                                | Resultado | Visitante                        |
| ------------------------------------ | --------- | -------------------------------- |
| Sibir-2 Novosibirsk (III)            | 2–1 (aet) | Sibiryak Bratsk (III)            |
| Metallurg-Kuzbass Novokuznetsk (III) | 2–1       | KUZBASS Kemerovo (III)           |
| Smena Komsomolsk-na-Amure (III)      | 3–0       | Amur-2010 Blagoveshchensk (III)  |
| Mostovik-Primorye Ussuriysk (III)    | 1–0       | Sakhalin Yuzhno-Sakhalinsk (III) |

| Local                       | Resultado | Visitante                           |
| --------------------------- | --------- | ----------------------------------- |
| Alania-d Vladikavkaz (III)  | 0–2       | FAYUR Beslan (III)                  |
| Dagdizel Kaspiysk (III)     | 1–0       | Angusht Nazran (III)                |
| Mashuk-KMV Pyatigorsk (III) | 1–4       | Dynamo Stavropol (III)              |
| FC Astrakhan (III)          | 3–2       | Kavkaztransgaz-2005 Ryzdvyany (III) |
| SKA Rostov-on-Don (III)     | 2–1 (aet) | MITOS Novocherkassk (III)           |
| Rotor Volgograd (III)       | 1–0       | Energiya Volzhsky (III)             |
| Torpedo Armavir (III)       | 2–0       | Olimpia Gelendzhik                  |
| Druzhba Maykop (III)        | 1–4       | Biolog-Novokubansk Progress (III)   |

| Local                     | Resultado         | Visitante                     |
| ------------------------- | ----------------- | ----------------------------- |
| Khimik Dzerzhinsk (III)   | 3–0               | Dynamo Kirov (III)            |
| Akademiya Togliatti (III) | 2–3 (aet)         | Volga Ulyanovsk (III)         |
| Oktan Perm (III)          | 1–0               | Zenit-Izhevsk Izhevsk (III)   |
| Rubin-2 Kazán (III)       | 0–1               | Neftekhimik Nizhnekamsk (III) |
| Syzran-2003 Syzran (III)  | 0–0 (aet, p. 4–3) | FC Ufa (III)                  |
| FC Chelyabinsk (III)      | 3–0               | FC Nosta Novotroitsk (III)    |

## Tercera ronda
En esta ronda entraron los 27 ganadores de la segunda ronda y los 21 clubes restantes de la Segunda División de Rusia. Los partidos se disputaron del 10 al 23 de mayo de 2011.
| Local                             | Resultado         | Visitante             |
| --------------------------------- | ----------------- | --------------------- |
| Dynamo Vologda (III)              | 1-3               | Spartak Kostroma      |
| Sheksna Cherepovets (III)         | 0-0 (aet, p. 4-5) | Tekstilshchik Ivanovo |
| Saturn-2 Moscú Oblast             | 0-0 (aet, p. 5-6) | FC Istra (III)        |
| Lokomotiv-2 Moscú (III)           | 1-1 (aet, p. 4-2) | Dnepr Smolensk        |
| Petrotrest Saint Petersburg (III) | 0-1               | Sever Murmansk        |
| Volga Tver                        | 0-0 (aet, p. 5-4) | Pskov-747 Pskov (III) |

| Local                             | Resultado         | Visitante            |
| --------------------------------- | ----------------- | -------------------- |
| Salyut Belgorod (III)             | 1–3               | Avangard Kursk (III) |
| Metallurg-Oskol Stary Oskol (III) | 2–1               | FC Gubkin (III)      |
| Metallurg Lipetsk (III)           | 4–0               | Lokomotiv Liski      |
| FC Kaluga                         | 1–1 (aet, p. 4–5) | Vityaz Podolsk (III) |
| Sokol Saratov (III)               | 0–0 (aet, p. 4–5) | Zenit Penza (III)    |
| Zvezda Ryazan (III)               | 0–1               | Rusichi Oryol        |

| Local                       | Resultado | Visitante         |
| --------------------------- | --------- | ----------------- |
| FAYUR Beslan                | 2–0       | Dagdizel Kaspiysk |
| Dynamo Stavropol            | 1–2       | FC Astrakhan      |
| SKA Rostov-on-Don           | 0–1       | Rotor Volgograd   |
| Biolog-Novokubansk Progress | 0–1       | Torpedo Armavir   |

| Local                   | Resultado         | Visitante          |
| ----------------------- | ----------------- | ------------------ |
| Volga Ulyanovsk         | 2–2 (aet, p. 5–4) | Khimik Dzerzhinsk  |
| Neftekhimik Nizhnekamsk | 1–0               | Oktan Perm         |
| Gornyak Uchaly (III)    | 3–2               | Syzran-2003 Syzran |
| FC Tyumen (III)         | 2–2 (aet, p. 3–4) | FC Chelyabinsk     |

| Local                       | Resultado         | Visitante                      |
| --------------------------- | ----------------- | ------------------------------ |
| Irtysh Omsk (III)           | 1–0 (aet)         | Sibir-2 Novosibirsk            |
| Dynamo Barnaul (III)        | 2–3               | Metallurg-Kuzbass Novokuznetsk |
| Radian-Baikal Irkutsk (III) | 3–1               | FC Chita (III)                 |
| Mostovik-Primorye Ussuriysk | 1–1 (aet, p. 2–4) | Smena Komsomolsk-na-Amure      |

## Cuarta ronda
En esta ronda entraron los 24 ganadores de la tercera ronda. Los partidos se disputaron del 4 al 16 de junio de 2011.
| Local            | Resultado | Visitante             |
| ---------------- | --------- | --------------------- |
| Spartak Kostroma | 0–2       | Tekstilshchik Ivanovo |
| FC Istra         | 1–0       | Lokomotiv-2 Moscú     |
| Volga Tver       | 4–0       | Sever Murmansk        |

| Local          | Resultado | Visitante                   |
| -------------- | --------- | --------------------------- |
| Avangard Kursk | 1–2       | Metallurg-Oskol Stary Oskol |
| Vityaz Podolsk | 2–1       | Metallurg Lipetsk           |
| Zenit Penza    | 1–2       | Rusichi Oryol               |

| Local           | Resultado | Visitante       |
| --------------- | --------- | --------------- |
| FC Astrakhan    | 2–3       | FAYUR Beslan    |
| Torpedo Armavir | 2–1       | Rotor Volgograd |

| Local           | Resultado | Visitante               |
| --------------- | --------- | ----------------------- |
| Volga Ulyanovsk | 1–0       | Neftekhimik Nizhnekamsk |
| FC Chelyabinsk  | 3–0       | Gornyak Uchaly          |

| Local                          | Resultado | Visitante             |
| ------------------------------ | --------- | --------------------- |
| Metallurg-Kuzbass Novokuznetsk | 3–0       | Irtysh Omsk           |
| Smena Komsomolsk-na-Amure      | 0–1       | Radian-Baikal Irkutsk |

## Quinta ronda
En esta ronda entraron en sorteo los doce ganadores de la cuarta ronda y los veinte clubes de la Primera División de Rusia. Los partidos se disputaron entre el 4 y 5 de julio de 2011.
| Equipo 1                       | Resultado      | Equipo 2                       |
| ------------------------------ | -------------- | ------------------------------ |
| FC Istra                       | 2–1            | Volga Tver                     |
| Shinnik Yaroslavl (II)         | 2–1            | Baltika Kaliningrad (II)       |
| Rusichi Oryol                  | 1–3            | Torpedo Vladímir (II)          |
| Tekstilshchik Ivanovo          | 0–1            | FC Nizhny Novgorod (II)        |
| Vityaz Podolsk                 | 0–2            | FC Khimki (II)                 |
| Dynamo Bryansk (II)            | 2–0            | Torpedo Moscú (II)             |
| KAMAZ Naberezhnye Chelny (II)  | 1–2            | Mordovia Saransk (II)          |
| Volga Ulyanovsk                | 1–1 (8–7 pen.) | Gazovik Orenburg (II)          |
| Alania Vladikavkaz (II)        | 0–1            | Volgar-Gazprom Astrakhan (II)  |
| FAYUR Beslan                   | 1–2            | Fakel Voronezh (II)            |
| Metallurg-Oskol Stary Oskol    | 1–1 (5–4 pen.) | Chernomorets Novorossiysk (II) |
| Torpedo Armavir                | 3–4            | Zhemchuzhina Sochi (II)        |
| Sibir Novosibirsk (II)         | 0–1            | Ural Sverdlovsk Oblast (II)    |
| Metallurg-Kuzbass Novokuznetsk | 2–0            | FC Chelyabinsk                 |
| Yenisey Krasnoyarsk (II)       | 1–0            | SKA-Energiya Khabarovsk (II)   |
| Radian-Baikal Irkutsk          | 1–2            | Luch-Energiya Vladivostok (II) |

## Treintaidosavos de final
En esta ronda entraron en sorteo los 16 ganadores de la quinta ronda más los clubes de la Liga Premier de Rusia. Los partidos se disputaron el 17 de julio de 2011.
| 17 de julio de 2011 | FC Istra | 0 – 1   | Spartak Moscú | Estadio Eduard Streltsov, Moscú                              |                                                              |
|                     |          | Reporte | Welliton 45+' | Asistencia: 8.000 espectadores Árbitro(s): Aleksandr Gonchar | Asistencia: 8.000 espectadores Árbitro(s): Aleksandr Gonchar |

| 17 de julio de 2011 | Shinnik Yaroslavl | 0 – 1   | Volga Nizhny Novgorod | Estadio Shinnik, Yaroslavl                                  |                                                             |
|                     |                   | Reporte | 68' Salukvadze        | Asistencia: 4.800 espectadores Árbitro(s): Sergei Lapochkin | Asistencia: 4.800 espectadores Árbitro(s): Sergei Lapochkin |

| 17 de julio de 2011 | Torpedo Vladímir           | 3 – 0   | Spartak Nalchik | Estadio Torpedo, Vladímir                                    |                                                              |
|                     | Delkin 8', 65' · Zinin 44' | Reporte | · 89' Kazharov  | Asistencia: 7.700 espectadores Árbitro(s): Stanislav Sukhina | Asistencia: 7.700 espectadores Árbitro(s): Stanislav Sukhina |

| 17 de julio de 2011 | FC Nizhny Novgorod | 0 – 2   | Terek Grozny                      | Ajmat Arena, Grozni                                        |                                                            |
|                     |                    | Reporte | 60' (pen.) Katsayev · 72' Sadayev | Asistencia: 10.000 espectadores Árbitro(s): Vitali Meshkov | Asistencia: 10.000 espectadores Árbitro(s): Vitali Meshkov |

| 17 de julio de 2011 | FC Khimki                            | 2 – 3   | Zenit St. Petersburg                   | Arena Khimki, Moscú                                      |                                                          |
|                     | Navalovski 39' · Voronkin 81' (pen.) | Reporte | 7' Danny · 16' Fayzulin · 68' Bukharov | Asistencia: 5.500 espectadores Árbitro(s): Almir Kayumov | Asistencia: 5.500 espectadores Árbitro(s): Almir Kayumov |

| 17 de julio de 2011 | Dynamo Bryansk                                      | 3 – 1   | Kuban Krasnodar | Estadio Dynamo, Bryansk                                     |                                                             |
|                     | Sorokin 90+3' (pen.) · Junuzović 94' · Temnikov 96' | Reporte | 83' Davydov     | Asistencia: 7.932 espectadores Árbitro(s): Maksim Layushkin | Asistencia: 7.932 espectadores Árbitro(s): Maksim Layushkin |

| 17 de julio de 2011 | Mordovia Saransk | 0 – 5   | Dynamo Moscú                                               | Estadio Start, Saransk                                 |                                                        |
|                     |                  | Reporte | 37' Semshov · 66' Voronin · 72' Kokorin · 79', 90' Karyaka | Asistencia: 7.486 espectadores Árbitro(s): Igor Egorov | Asistencia: 7.486 espectadores Árbitro(s): Igor Egorov |

| 17 de julio de 2011 | Volga Ulyanovsk | 0 – 3   | Anzhi Makhachkala                                  | Estadio Trud, Ulyanovsk                                     |                                                             |
|                     |                 | Reporte | Gadzhibekov 30' · Ahmedov 41' · Roberto Carlos 58' | Asistencia: 8.712 espectadores Árbitro(s): Sergei Kuznetsov | Asistencia: 8.712 espectadores Árbitro(s): Sergei Kuznetsov |

| 17 de julio de 2011 | Volgar-Gazprom Astrakhan | 1 – 0   | CSKA Moscú          | Estadio Central, Astracán                                     |                                                               |
|                     | Chochiyev 88'            | Reporte | · 90' V. Berezutski | Asistencia: 16 500 espectadores Árbitro(s): Aleksandr Yegorov | Asistencia: 16 500 espectadores Árbitro(s): Aleksandr Yegorov |

| 17 de julio de 2011 | Fakel Voronezh               | 2 – 1   | FC Krasnodar | Tsentralnyi Profsoyuz, Vorónezh                              |                                                              |
|                     | Mikhalyov 13' · Abroskin 24' | Reporte | 55' Erokhin  | Asistencia: 11.300 espectadores Árbitro(s): Vladímir Rogulev | Asistencia: 11.300 espectadores Árbitro(s): Vladímir Rogulev |

| 17 de julio de 2011 | Metallurg-Oskol Stary Oskol | 0 – 1   | Tom Tomsk     | Estadio PromAgro, Stari Oskol                                |                                                              |
|                     |                             | Reporte | Kovalchuk 25' | Asistencia: 5.200 espectadores Árbitro(s): Timur Arslanbekov | Asistencia: 5.200 espectadores Árbitro(s): Timur Arslanbekov |

| 17 de julio de 2011 | Zhemchuzhina-Sochi     | 1 – 2   | FC Rostov                  | Estadio Central, Sochi                                          |                                                                 |
|                     | Papadopulos 86' (pen.) | Reporte | 58' Grigoryev · 69' Ivanov | Asistencia: 8.800 espectadores Árbitro(s): Vyacheslav Kharlamov | Asistencia: 8.800 espectadores Árbitro(s): Vyacheslav Kharlamov |

| 17 de julio de 2011 | Ural Sverdlovsk Oblast                                      | 0 – 0 (5–6 p.)             | Rubin Kazán                                                              | Estadio Uralmash, Ekaterimburgo                              |                                                              |
|                     |                                                             | Reporte                    |                                                                          | Asistencia: 11.500 espectadores Árbitro(s): Aleksei Reznikov | Asistencia: 11.500 espectadores Árbitro(s): Aleksei Reznikov |
|                     |                                                             | Tiros desde el punto penal |                                                                          |                                                              |                                                              |
|                     | Tumasyan · Zabolotny · Safronidi · Semakin · Shatov · Lungu |                            | Medvedev · Dzhalilov · Ansaldi · Karadeniz · Nemov · Kislyak · Makhmutov |                                                              |                                                              |

| 17 de julio de 2011 | Metallurg-Kuzbass Novokuznetsk | 0 – 1   | Amkar Perm      | Estadio Metallurg, Novokuznetsk                           |                                                           |
|                     |                                | Reporte | Kolomeytsev 32' | Asistencia: 8.000 espectadores Árbitro(s): Igor Nizovtsev | Asistencia: 8.000 espectadores Árbitro(s): Igor Nizovtsev |

| 17 de julio de 2011 | Yenisey Krasnoyarsk | 0 – 2   | Lokomotiv Moscú          | Estadio Central, Krasnoyarsk                                      |                                                                   |
|                     |                     | Reporte | 3' Ignatyev · 14' Maicon | Asistencia: 16.000 espectadores Árbitro(s): Vasili Miroshnichenko | Asistencia: 16.000 espectadores Árbitro(s): Vasili Miroshnichenko |

| 17 de julio de 2011 | Luch-Energiya Vladivostok | 1 – 0   | Krylia Sovetov Samara | Estadio Dynamo, Vladivostok                                  |                                                              |
|                     | Slavnov 109'              | Reporte |                       | Asistencia: 7.800 espectadores Árbitro(s): German Kravchenko | Asistencia: 7.800 espectadores Árbitro(s): German Kravchenko |

## Octavos de final
En esta ronda entraron en sorteo los vencedores de los treintaidosavos de final. Los partidos fueron disputados el 20 y 21 de septiembre de 2011.
| 21 de septiembre de 2011 | Spartak Moscú | 1 – 1   | Volga Nizhny Novgorod | Estadio Luzhniki, Moscú                                     |                                                             |
|                          | McGeady 4'    | Reporte | Bibilov 86'           | Asistencia: 5.102 espectadores Árbitro(s): Sergei Kuznetsov | Asistencia: 5.102 espectadores Árbitro(s): Sergei Kuznetsov |

| 21 de septiembre de 2011 | Terek Grozny             | 2 – 0   | Torpedo Vladímir | Estadio Terek, Grozni                                            |                                                                  |
|                          | Pavlenko 49' · Mguni 57' | Reporte |                  | Asistencia: 12.700 espectadores Árbitro(s): Vyacheslav Kharlamov | Asistencia: 12.700 espectadores Árbitro(s): Vyacheslav Kharlamov |

| 21 de septiembre de 2011 | Zenit St. Petersburg                 | 2 – 0   | Dynamo Bryansk | Estadio Petrovsky, San Petersburgo                         |                                                            |
|                          | Bukharov 8' · Mukhutdinov 44' (o.g.) | Reporte |                | Asistencia: 17.000 espectadores Árbitro(s): Vitali Meshkov | Asistencia: 17.000 espectadores Árbitro(s): Vitali Meshkov |

| 21 de septiembre de 2011 | Dynamo Moscú | 1 – 0   | Anzhi Makhachkala | Arena Khimki, Moscú                                     |                                                         |
|                          | Kokorin 103' | Reporte |                   | Asistencia: 11.262 espectadores Árbitro(s): Eduard Maly | Asistencia: 11.262 espectadores Árbitro(s): Eduard Maly |

| 20 de septiembre de 2011 | Fakel Voronezh               | 2 – 0   | Volgar-Gazprom Astrakhan | Tsentralnyi Profsoyuz, Vorónezh                              |                                                              |
|                          | Abroskin 26' · Akopyants 65' | Reporte |                          | Asistencia: 12.000 espectadores Árbitro(s): Vyacheslav Popov | Asistencia: 12.000 espectadores Árbitro(s): Vyacheslav Popov |

| 21 de septiembre de 2011 | FC Rostov                                   | 3 – 1   | Tom Tomsk | Olimp – 2, Rostov del Don                                    |                                                              |
|                          | Saláta 22' · Bracamonte 42' · Grigoryev 81' | Reporte | 48' Savin | Asistencia: 6.500 espectadores Árbitro(s): Vladímir Rogulyov | Asistencia: 6.500 espectadores Árbitro(s): Vladímir Rogulyov |

| 21 de septiembre de 2011 | Amkar Perm | 0 – 2   | Rubin Kazán                | Estadio Zvezda, Perm                                    |                                                         |
|                          |            | Reporte | 10' Lebedenko · 25' Kasaev | Asistencia: 6.400 espectadores Árbitro(s): Igor Fedotov | Asistencia: 6.400 espectadores Árbitro(s): Igor Fedotov |

| 21 de septiembre de 2011 | Lokomotiv Moscú      | 1 – 0   | Luch-Energiya Vladivostok | Estadio Lokomotiv, Moscú                                     |                                                              |
|                          | A. Ivanov 60' (pen.) | Reporte |                           | Asistencia: 10.082 espectadores Árbitro(s): Aleksei Reznikov | Asistencia: 10.082 espectadores Árbitro(s): Aleksei Reznikov |

## Cuartos de final
| 22 de marzo de 2012 | Volga Nizhny Novgorod          | 2 – 1   | Terek Grozny    | Stadion Severnyi, Nizhny Novgorod                                |                                                                  |
|                     | Bendz 68' · Karyaka 98' (pen.) | Reporte | Asildarov 45+5' | Asistencia: 2.200 espectadores Árbitro(s): Arslanbek Ruslanovich | Asistencia: 2.200 espectadores Árbitro(s): Arslanbek Ruslanovich |

| 21 de marzo de 2012 | Zenit Saint Petersburg | 0 – 1   | Dynamo Moscú         | Petrovsky, San Petersburgo                                    |                                                               |
|                     |                        | Reporte | Misimović 73' (pen.) | Asistencia: 19.600 espectadores Árbitro(s): Aleksandr Yegorov | Asistencia: 19.600 espectadores Árbitro(s): Aleksandr Yegorov |

| 22 de marzo de 2012 | FC Rostov                                                       | 0 – 0 (4 – 3 p.)           | Fakel Voronezh                                                             | Olimp – 2, Rostov del Don                                   |                                                             |
|                     |                                                                 | Reporte                    |                                                                            | Asistencia: 6.000 espectadores Árbitro(s): Sergey Kuznetsov | Asistencia: 6.000 espectadores Árbitro(s): Sergey Kuznetsov |
|                     |                                                                 | Tiros desde el punto penal |                                                                            |                                                             |                                                             |
|                     | Élson · Gațcan · Bracamonte · Cociș · Adamov · Kruglov · Saláta |                            | Kantonistov · Gitselov · Klopkov · Zhitnikov · Gavryuk · Ediyev · Khabarov |                                                             |                                                             |

| 21 de marzo de 2012 | Rubin Kazán                                       | 4 – 0   | Lokomotiv Moscú | Ajmat Arena, Grozni                                        |                                                            |
|                     | Karadeniz 30', 70' · Ryazantsev 49' · Davydov 81' | Reporte |                 | Asistencia: 13.400 espectadores Árbitro(s): Vitali Meshkov | Asistencia: 13.400 espectadores Árbitro(s): Vitali Meshkov |

Nota: Rubin disputó su partido como local en Grozny debido a las malas condiciones del césped de Kazán.

## Semifinales
| 11 de abril de 2012 | Dynamo Moscú                       | 2 – 1   | Volga Nizhny Novgorod | Estadio Luzhniki, Moscú                                    |                                                            |
|                     | Misimović 73' (pen.) · Voronin 85' | Reporte | Karyaka 19'           | Asistencia: 8.754 espectadores Árbitro(s): Maxim Layushkin | Asistencia: 8.754 espectadores Árbitro(s): Maxim Layushkin |

| 11 de abril de 2012 | Rubin Kazán                          | 2 – 0   | FC Rostov | Tsentralnyi Stadion, Kazán                                  |                                                             |
|                     | Bocchetti 82' · Smolnikov 84' (o.g.) | Reporte |           | Asistencia: 7.400 espectadores Árbitro(s): Aleksei Nikolaev | Asistencia: 7.400 espectadores Árbitro(s): Aleksei Nikolaev |

## Final
| 9 de mayo de 2012 | Dynamo Moscú | 0 – 1   | Rubin Kazán     | Tsentralnyi Stadion, Ekaterimburgo                         |                                                            |
|                   |              | Reporte | R. Eremenko 78' | Asistencia: 27.000 espectadores Árbitro(s): Mikhail Vilkov | Asistencia: 27.000 espectadores Árbitro(s): Mikhail Vilkov |

| Russia                          |
| Campeón Rubin Kazán 1.er título |